# النقل في اليمن
| اقتصاد اليمن         |
| سياحة                |
| تعدين                |
| زراعة - سدود         |
| البنك المركزي اليمني |
| النفط                |
| قائمة مطارات اليمن   |
| الضرائب              |
| مواضيع يمنية         |
| ثقافة - جغرافيا      |
| تاريخ - مجتمع        |

يعد قطاع النقل بفروعه وأنشطته المختلفة مكوناً مهماً من مكونات البنية الأساسية للاقتصاد اليمني نظراً لما له من تأثير على القطاعات الاقتصادية الأخرى مثل: قطاع الصناعة، وقطاع التجارة، وقطاع السياحة وغيرها من القطاعات الاقتصادية.

## الجوي
يبلغ عدد المطارات العاملة في اليمن 13 مطاراً منها 5 مطارات دولية (مطار صنعاء الدولي، مطار عدن الدولي، مطار تعز الدولي، مطار المكلا الدولي، مطار الحديدة الدولي) و8 مطارات محلية (مطار سيئون، مطار عتق، مطار الغيضة، مطار مأرب، مطار البقع، مطار البيضاء، مطار صعدة، مطار سقطرى).
وحجم حركة الركاب في المطارات الدولية مابين 1.2 - 1.5 مليون راكب سنوياً، كما تتراوح حركة الطائرات في المطارات اليمنية ما بين 18 - 22 ألف طائرة سنوياً، بينما بلغت حركة الشحن للبضائع ما بين 15 - 20 ألف طن سنوياً في المتوسط.

## البحري
توجد في اليمن ستة موانئ بحرية دولية (ميناء عدن، ميناء الحديدة، ميناء المكلا، ميناء المخاء، ميناء الصليف، وميناء نشطون) مجهزة لاستقبال البضائع والسفن وتقديم خدمات الشحن والتفريغ والتخزين. كما توجد ثلاثة موانئ بحرية رئيسية لتصدير النفط (ميناء رأس عيسى، ميناء الشحر، وميناء بلحاف، وميناء رئيسي لتصدير الغاز الطبيعي المسال (ميناء بلحاف) بالإضافة إلى تسعة موانئ بحرية محلية (ميناء سيحوت، ميناء الشحر، ميناء شقرة، ميناء سقطري، ميناء رأس العارة، ميناء الخوخة، ميناء اللحية، ميناء ميدي ميناء قنا). وتتوفر في اليمن خمسة موانئ برية هي حرض، البقع، الوديعة، حبروت، شحن المهرة.
نظراً لطول الساحل اليمني الممتد أكثر من 2000 كيلومتر، وكذلك نظراً لامتلاك اليمن لسبعة موانئ هي: عدن، المكلا، نشطون، الحديدة، المخا، رأس عيسى، والصليف منها ثلاثة موانئ رئيسية هي: عدن، المكلا، الحديدة والأخرى موانئ فرعية إضافة إلى الجزر هذا بالإضافة إلى إطلال اليمن على مضيق باب المندب الممر الرئيسي للسفن العملاقة الناقلة للنفط مما يجعل حجم نشاط الملاحة البحرية في المياه الإقليمية اليمنية كبيراً حيث تمر قرابة 20 ألف سفينة سنوياً في المياه الإقليمية اليمنية تدخل منها سنوياً مابين 3000 - 3500 سفينة إلى الموانئ اليمنية.

## البري

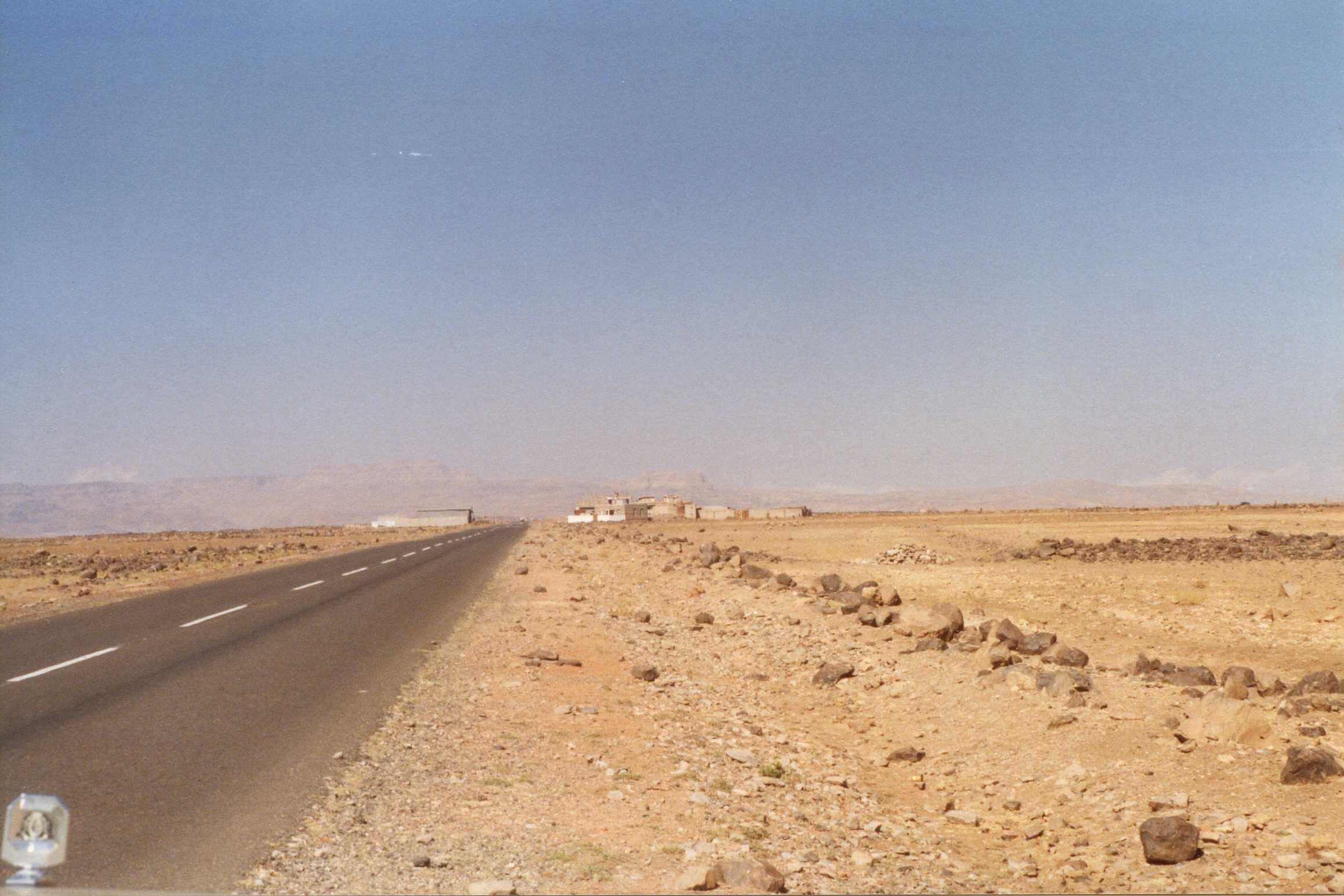

طول شبكة الطرق البرية في الجمهورية اليمنية 2010 بحسب الإحصائيات الرسمية 34447.1 كيلومتر منها 16347.1 كيلومتر طرق أسفلتية، 18100 كيلومتر طرق حصوية، وقد بلغ معدل نمو الطرق الأسفلتية 43.46 % من عام 2005 - 2010.

## اتفاقيات
جرت بين اليمن والعديد من الدول عدة اتفاقيات في مجال النقل :
- في 18 /6 / 1995, اتفاقية تعاون النقل البري الدولي للركاب والبضائع بين حكومة المملكة الأردنية الهاشمية وحكومة الجمهورية اليمنية.
- في 18 / 6 / 1995 اتفاقية التعاون في مجال النقل البحري التجاري والموانئ بين حكومة المملكة الأردنية الهاشمية وحكومة الجمهورية اليمنية.
- في 21 / 4 / 2009, مذكرة تفاهم بين حكومة المملكة الأردنية الهاشمية وحكومة الجمهورية اليمنية بشأن الاعتراف المتبادل بالشهادات الأهلية للملاحين واعمال النوبة الصادرة عنهما .